# Église Saint-Barthélemy de Boutigny-sur-Essonne
L'église Saint-Barthélemy de Boutigny-sur-Essonne est une église paroissiale catholique, dédiée à saint Barthélemy, située dans la commune française de Boutigny-sur-Essonne et le département de l'Essonne.

## Historique
L'édifice est daté du XIIe siècle. La nef est datée du XIVe siècle.
Des restaurations sont réalisées sur l'église aux XIXe siècle-XXe siècle.
Depuis un arrêté du 16 juillet 1925, l'église est inscrite au titre des monuments historiques.
La Fondation pour la sauvegarde de l'art français a accordé deux subventions en 1988 et 1989 pour effectuer des travaux de gros œuvre.

## Description
L'édifice contient des statues polychromes des XVIe siècle-XVIIe siècle.